# Maxine Peake

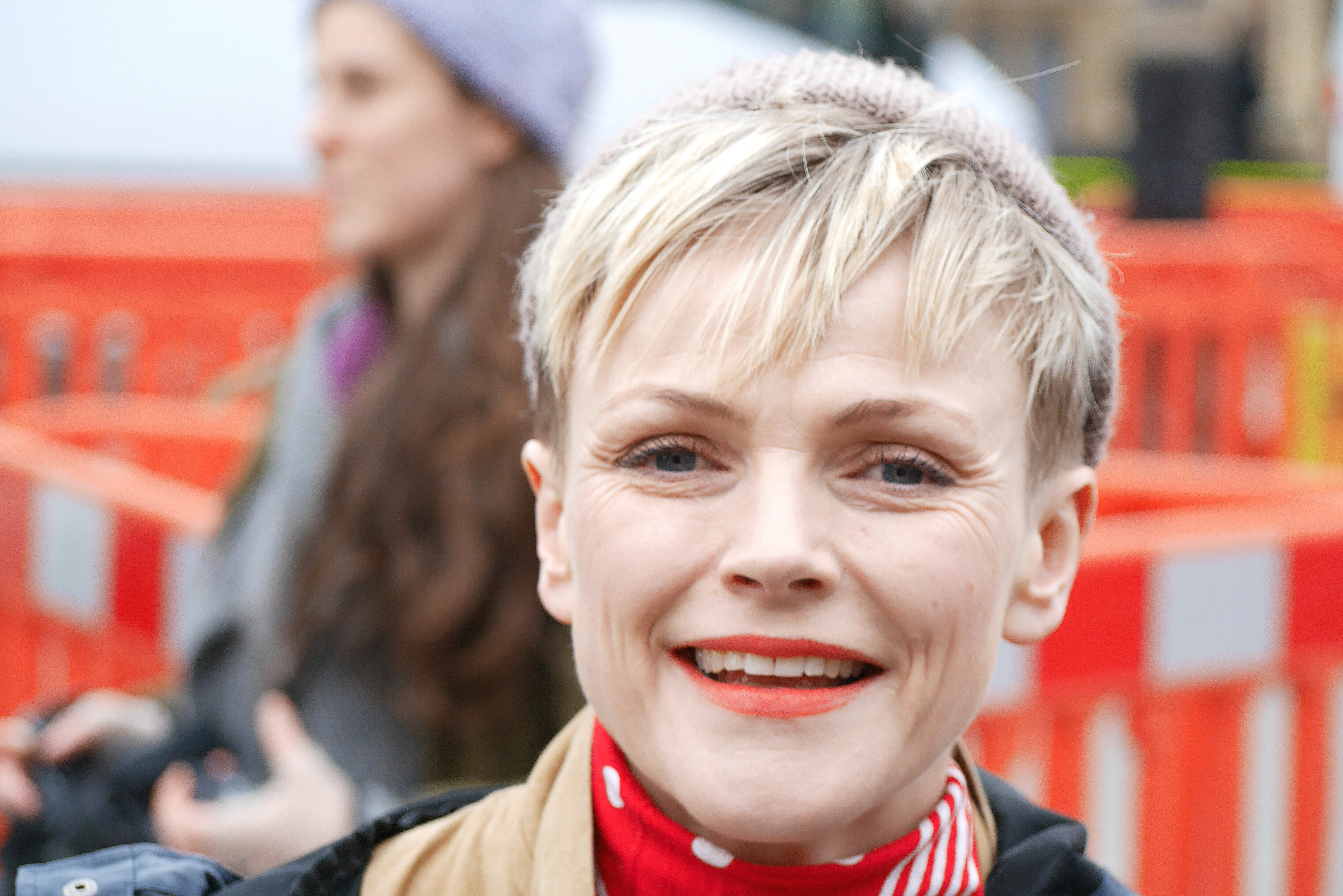
Maxine Peake (2015)

Maxine Peake (* 14. Juli 1974 in Westhoughton, England) ist eine britische Film- und Theaterschauspielerin sowie Hörspielautorin.

## Leben
Peake ist die zweite Tochter von Brian und Glenys Peak (geb. Hall); ihre ältere Schwester Lisa (* 1965) ist Polizeibeamtin.
Ihr Vater arbeitete als Lastkraftfahrer und in der Elektroindustrie, ihre Mutter als Teilzeitkraft in der Pflege. Im Alter von neun Jahren trennten sich die Eltern und Peak blieb bis zu ihrem 15. Lebensjahr bei der Mutter, bis diese einen neuen Partner kennenlernte und zu ihm zog. Um ihr GCSE an der Westhoughton High School beenden zu können, wohnte sie seit dem bei ihrem Großvater, der sie laut eigenen Angaben auch zur Schauspielerei ermutigte. Nach dem Ende der High School besuchte sie die Canon Slade School in Bradshaw, wo sie ihr Abitur machte.
In ihrer Jugendzeit spielte Peake bei den Wigan Ladies in der Rugby League.
2009 verließ Peake nach 13 Jahren London und zog zu ihrem Partner, dem Artdirector Pawlo Wintoniuk nach Salford. Der Umzug befreite sie von finanziellen Zwängen, die durch einen Hauskauf in London entstanden waren; er ermöglichte ihr wieder „riskantere Rollen und schlechter bezahlte Angebote im Theater anzunehmen“. Laut eigenen Aussagen hatte sie in den letzten Jahren das Glück, zu entscheiden, was sie tun möchte; das Leben in Salford gäbe ihr wieder die Zuversicht, das zu tun, da sie keine Hypothek mehr zu begleichen habe. 2014 gab sie in einem Interview an, zwei Fehlgeburten erlitten zu haben und alles versuche, ein Kind zu bekommen, auch In-vitro-Fertilisation.

## Karriere

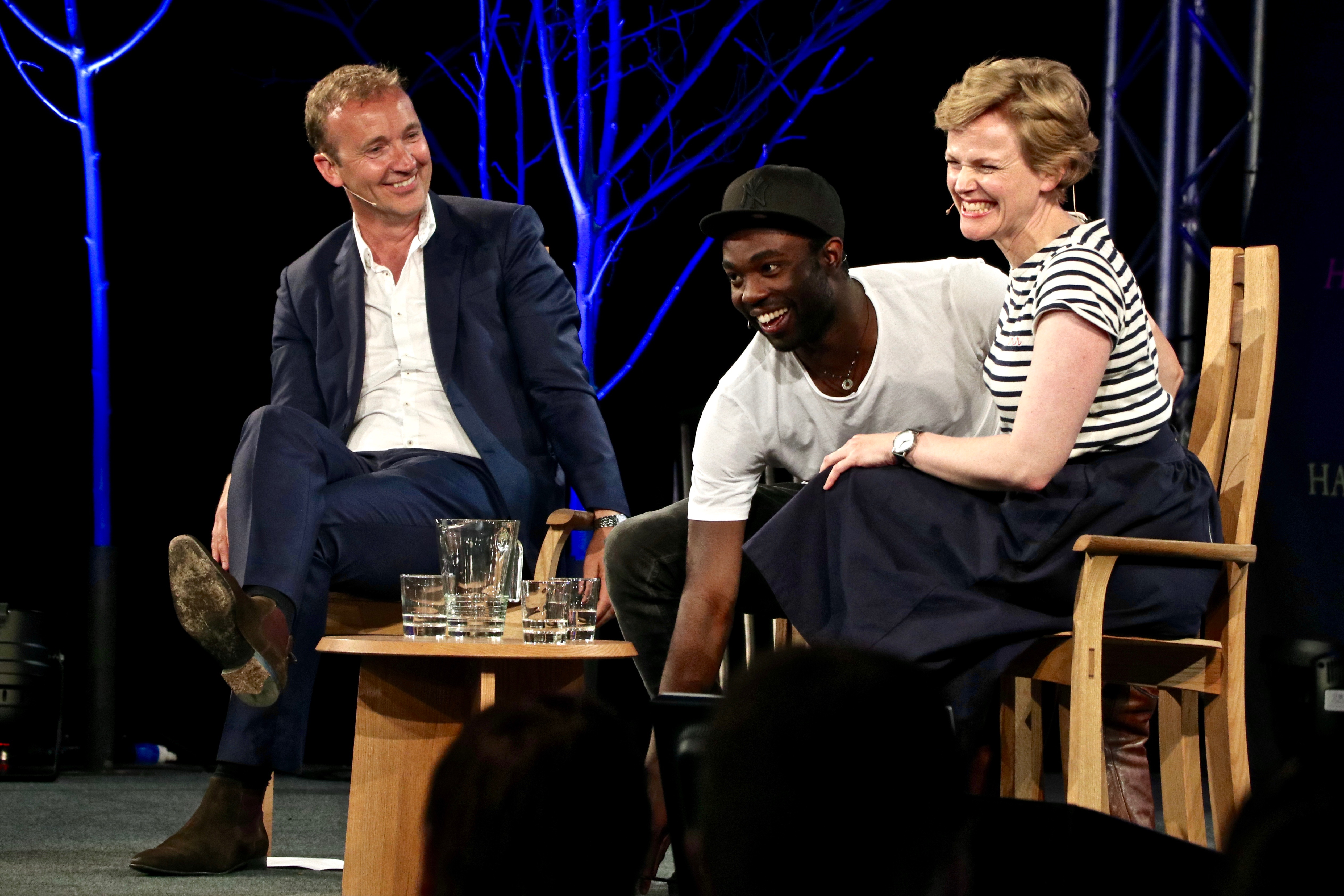
Peake (rechts) mit Jerry Brotton und Paapa Essiedu beim Hay Festival of Literature & Arts im Jahr 2016

Bereits mit dreizehn Jahren trat sie dem Octagon Youth Theatre in Bolton bei, bevor sie am Jugendtheater des Royal Exchange in Manchester spielte. Später studierte sie für zwei Jahre Darstellende Kunst am Salford College of Technology und war Mitglied Communist Party of Britain in Salford. Während dieser Zeit hatte sie Auftritte in Produktionen von zwei der führenden Amateurtheater-Gesellschaften in Bolton: bei den Marco Players und bei der Phoenix Theatre Company.
Peakes frühe Versuche, in der professionellen Schauspielerei Fuß zu fassen, waren nicht von Erfolg gekrönt. So wurde sie von jeder Schauspielschule in North West England abgelehnt und sie versuchte drei Jahre lang an der Manchester Polytechnic Theatre School und der Guildhall School of Music and Drama einen Platz zu bekommen. Mit 21 Jahren erhielt sie schließlich einen Studienplatz an der Royal Academy of Dramatic Art (RADA) in London. Ihre Versuche ein Stipendium für die RADA zu bekommen waren 1996 Thema der Fernsehdokumentation The South Bank Show; sie erhielt den Patricia Rothermere Award-Förderpreis.
Seitdem ist Peake als Schauspielerin für Film und Fernsehen sowie am Theater tätig. Im Theater spielte sie unter anderem Titelrollen in Fräulein Julie, in Hamlet und in Glückliche Tage; bereits im Jahr 2000 hatte sie in einer Produktion von Fräulein Julie die Rolle der Kristin gespielt. Im Jahr 2001 verkörperte sie die Prostituierte Doll Tearsheet in BBC-Two-Adaptionen von William Shakespeares Historiendrama Heinrich IV., Teil 1 und Heinrich IV., Teil 2.
Zu ihren bekannteren Rollen in Fernsehserien gehörten die der Veronica Ball in Shameless auf Channel 4 und die der Barrister Martha Costello in der BBC-Serie Silk – Roben aus Seide. Weitere Rollen hatte sie im BBC-Drama The Village an der Seite von John Simm, das vom Leben in einem Dorf in Derbyshire während des Ersten Weltkriegs handelt, und in Victoria Woods Dinnerladies. Nach einem Karrieretipp von Victoria Wood verlor sie derart viel Gewicht, dass die Gewichtsveränderung in die Drehbücher für ihre Figur der Twinkle in Dinnerladies eingearbeitet werden musste.
2006 porträtierte Peake die Serienmörderin Myra Hindley im Fernsehfilm See No Evil: The Moors Murders, die zusammen mit ihrem Lebensgefährten Ian Brady (gespielt von Sean Harris) die in den 1960er Jahren bei Manchester fünf Kinder und Jugendliche entführt, missbraucht und ermordet hatte, die als Moormorde bekannt wurden; bei der Ausstrahlung des mit einem BAFTA Award ausgezeichneten Zweiteilers kam es zu gemischten Reaktionen. Im selben Jahr gab sie bekannt, dass sie die Fernsehserie Shameless verlassen würde.
Ihre erste große Spielfilmrolle hatte Peake im Januar 2009 als Angela in Clubbed.
Zu ihren Hauptproduktionen am Royal Exchange Theatre in Manchester gehörten 2008 Lillian Hellmans The Children's Hour, für die sie den Manchester Evening News Theatre Award gewann, und im Jahr 2012 August Strindbergs Fräulein Julie, für die sie einen Manchester Theatre Award erhielt. Alle Produktionen wurden von Sarah Frankcom geleitet, mit der sie auch 2012 für das Manchester International Festival an Percy Bysshe Shelleys The Masque of Anarchy zusammenarbeitete. Im selben Jahr steuerte sie den Gesang für das Konzeptalbum 1612 Underture des Eccentronic Research Council bei, das sich mit den Hexenprozessen von Pendle beschäftigte. Im November 2012 wurde das von Peake geschriebene, inszenierte und in der Hauptrolle gespielte Hörspiel Beryl: Eine Liebesgeschichte auf zwei Rädern auf BBC Radio Four uraufgeführt, das vom Leben der in Leeds geborenen Radfahrerin Beryl Burton handelt.
Im September 2013 wurde Peake zum „Associate Artist“ des Royal Exchange Theatre in Manchester ernannt.
Die Zusammenarbeit mit Sarah Frankcom setzte sie im September 2014 bei einer radikalen Neuinszenierung von Hamlet fort, in der Peake die Hauptrolle spielte und Frankom Regie führte; die Nachfrage nach Theaterkarten war derart groß, dass die Produktion um eine Woche verlängert und die Inszenierung so zum „am schnellsten ausverkauften Bühnenstück des Theaters innerhalb eines Jahrzehnts“ wurde. Der Guardian schrieb über ihren Auftritt: „Peakes zarte Wildheit, ihre besondere Mischung aus Konzentration und Leichtigkeit, sorgen dafür, dass man ihr folgt, wann immer man sie sieht.“ Ebenfalls 2014 schrieb Peake ihr Hörspiel Beryl: Eine Liebesgeschichte auf zwei Rädern im Auftrag des West Yorkshire Playhouse für die Bühne um, wo es im Juni und Juli 2014 unter dem Titel Beryl lief und mit dem Start der Tour de France in Leeds zusammenfiel; weitere Aufführungen folgten im Juni und Juli 2015 sowie eine Bühnentour durch England im Herbst desselben Jahres.
Für das 2015 erschienene Album Johnny Rocket, Narcissist & Music Machine… I'm Your Biggest Fan des Eccentronic Research Council lieferte sie erneut den Gesang und spielte im Musikvideo Sweet Saturn Mine von The Moonlandingz, einem Gemeinschaftsprojekt von Eccentronic Research Council und Fat White Family, eine verrückte Stalkerin. Im Dezember 2015 trat sie in The Skriker als „Caryl Churchills formverändernde, zum Scheitern verurteilende Fee“ auf; Lyn Gardner vom Guardian fügte die Produktion zu ihren „zehn besten britischen Stücken des Jahres“ hinzu.
2016 brillierte Peake als Blanche Dubois in Tennessee Williams’ Endstation Sehnsucht; Peakes Rolle wurde vom Guardian hier als „exquisit“ und „atemberaubend“ beschrieben. Ein weiteres Hörspiel Peakes für Radio 4, Queens of the Coal Age, erzählte 2016 die Geschichte von Annie Scargill und drei weiteren Frauen, die während des britischen Bergarbeiterstreiks in der Mitte der 1980er Jahre versuchten, eine Kohlemine zu besetzen.
Im Jahr 2017 wurde bekannt, dass Peake in Mike Leighs Film Peterloo eine Hauptrolle spielt, die Ereignisse des Peterloo-Massaker in Manchester im Jahr 1819 behandelt. Im August desselben Jahres spielte sie in der Folge Metalhead der Netflix-Serie Black Mirror; die Folge wurde von David Slade inszeniert, der auch bei Fernsehserien wie Hannibal und American Gods Regie führte.
Im Film Funny Cow von Tony Pitts spielte sie 2018 die gleichnamige Protagonistin an der Seite von Pitts, Paddy Considine und Stephen Graham. Der Film erhielt überaus positive Kritiken, insbesondere Peaks „großartige Schauspielleistung“ wurde gelobt. Auch für die Darstellung der Winnie in Samuel Becketts Glückliche Tage am Royal Exchange Theatre erhielt sie im Mai 2018 Kritikerlob; so titelte der Guardian, dass ihre Darstellung „brilliant“ sei und „kaum ein Hauch zwischen Optimismus und Verzweiflung“ passe.
Nach Glückliche Tage präsentierte das Theater Peakes eigenes Stück Queens of the Coal Age. In Anlehnung an ihr gleichnamiges Hörspiel handelt es von den Protesten der Bergarbeiterfrauen in den frühen 1990er-Jahren, die sich gegen die Schließung von Gruben in Nordengland richteten; es wurde allerdings mit gemischten Kritiken aufgenommen.
Im Juli 2019 spielt Peake die Sängerin Nico der Band The Velvet Underground in The Nico Project beim Manchester International Festival.

## Politisches Engagement

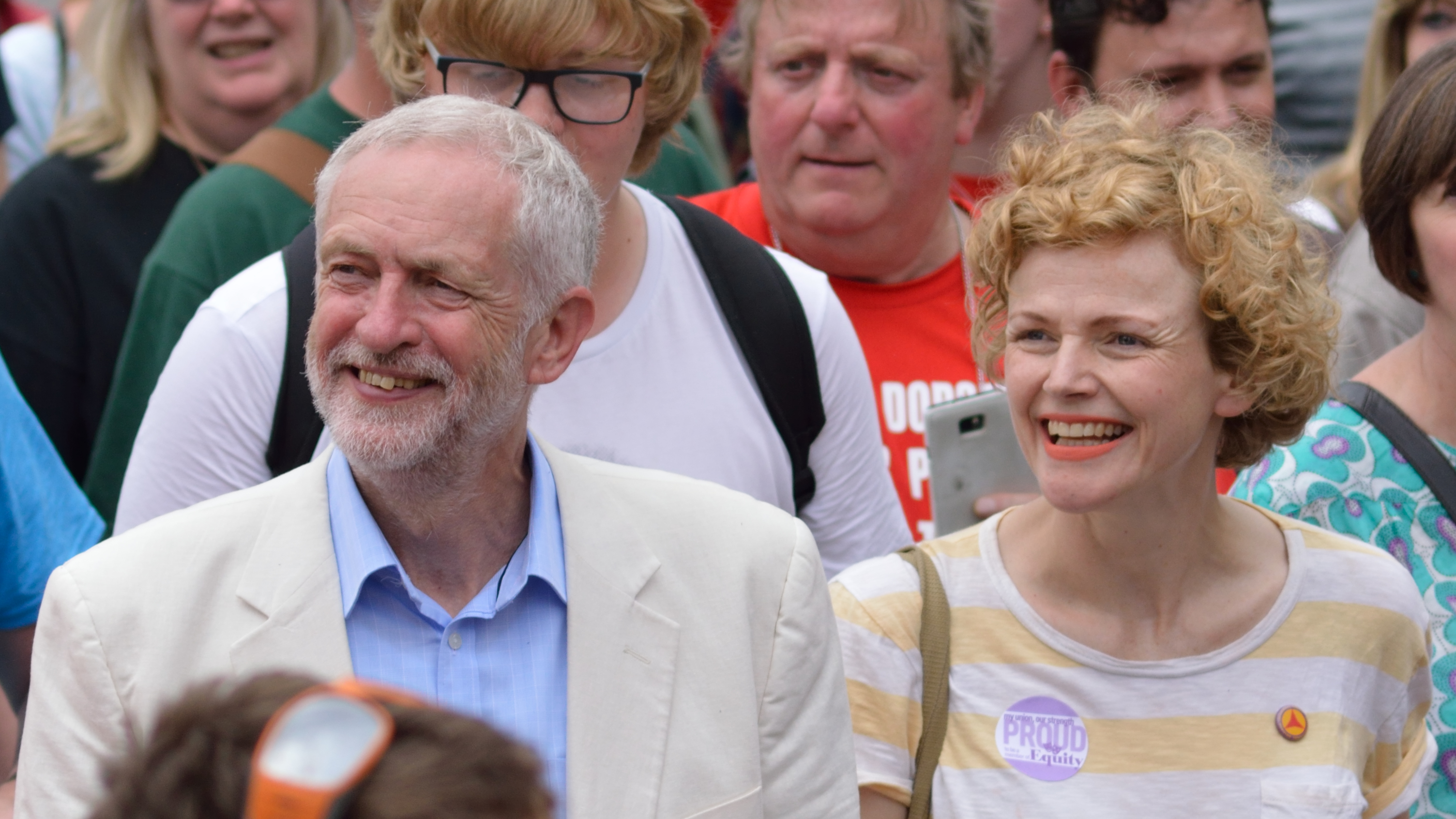
Jeremy Corbyn und Maxine Peake im Wahlkampf beim Tolpuddle Martyrs' Festival 2016

Bereits in ihrer Jugend war Peake in kommunistischen Organisationen aktiv und Mitglied der Communist Party of Great Britain. Die bekennende Feministin und Sozialistin lässt ihre politischen Ansichten regelmäßig in ihre Arbeit einfließen; so gewann sie im Januar 2014 den Bolton Socialist Club Outstanding Contribution to Socialism Award, da sie sich gegen die „lähmenden Sparmaßnahmen“ der Regierung aussprach.
Peake ist eine Anhängerin Jeremy Corbyns und unterstützte ihn im Juli 2015 im Wahlkampf um den Parteivorsitz der Labour Party. Auf ihrer Website schrieb sie: „Für mich ist Jeremy Corbyn unser einziger Hoffnungsträger, um die Labour Party wieder auf den richtigen Weg zu bringen, die Wählerschaft wieder in Kontakt mit der Politik zu bringen und dieses Land vor dem ständigen sinnlosen Mobbing der Verletzlichen und Armen zu retten.“
Im Kurzfilm I Wish For You der britischen Climate Coalition verkörperte sie im Januar 2016 die Figur der Mia, an der Seite von Jeremy Irons in der Rolle ihres Großvaters. Der Film setzt sich mit der Bekämpfung des Klimawandels auseinander. Im selben Jahr unterstützte sie, an der Seite anderer britischer Prominenter, die Bewerbung Jeremy Corbyns für das Amt des Premierminister des Vereinigten Königreichs.
Während der britischen Parlamentswahlen 2017 meinte Peake im April in einem Interview: „Ich bin eine Corbyn-Anhängerin. Ich verstehe nicht, warum die Leute ihn wie den Antichristen behandeln; es zeigt, dass die Leute viel rechtskonservativer sind, als sie gerne glauben.“
Im Juni 2020 verbreitete sie antisemitische Verschwörungstheorien im Internet. So behauptete sie fälschlicherweise, die beim Todesfall George Floyd eingesetzten Polizeimethoden wären der US-Polizei von israelischen Sicherheitskräften beigebracht worden. Weiter meinte sie, der Kapitalismus müsse schnellstmöglich abgeschafft werden, da man von „faschistischen Diktatoren“ regiert werde. Kurz darauf widerrief sie auf Twitter ihre Aussage über Training der US-Polizei als falsch.

## Filmografie (Auswahl)
- 1998–2000: Dinnerladies (Fernsehserie, 16 Folgen)
- 2002: All or Nothing
- 2003: Messias (Messiah, Fernsehreihe, 3 Folgen)
- 2004–2007: Shameless (Fernsehserie, 27 Folgen)
- 2006: See No Evil: The Moors Murders
- 2008: Klein Dorrit (Little Dorrit, Fernsehserie, 10 Folgen)
- 2009: Yorkshire Killer (Red Riding)
- 2009: Criminal Justice (Fernsehserie, 5 Folgen)
- 2009: Agatha Christie’s Marple (Fernsehserie, 1 Folge)
- 2010: Die geheimen Tagebücher der Anne Lister (The Secret Diaries of Miss Anne Lister, Fernsehfilm)
- 2011–2014: Silk – Roben aus Seide (Silk, Fernsehserie, 18 Folgen)
- 2012: Private Peaceful
- 2013–2014: The Village (Fernsehserie, 12 Folgen)
- 2013: Voll und ganz und mittendrin (Run & Jump)
- 2014: Die Entdeckung der Unendlichkeit (The Theory of Everything)
- 2015: Hamlet
- 2016: Ein Sommernachtstraum (A Midsummer Night´s Dream)
- 2017: Three Girls – Warum glaubt uns niemand? (Three Girls, Miniserie)
- 2017: Black Mirror (Fernsehserie, eine Folge)
- 2018: Peterloo
- 2019: Die Erlösung der Fanny Lye (Fanny Lye Deliver’d)
- 2022: Wendell & Wild (Sprechrolle)

## Auszeichnungen und Nominierungen
Royal Television Society North Awards
- 2006: Royal Television Society North Award in der Kategorie „Best Actress“ für See No Evil: The Moors Murders

British Academy Television Awards (BAFTA TV Awards)
- 2009: BAFTA TV Award in der Kategorie „Best Actress“ für Hancock and Joan (nominiert)
- 2014: BAFTA TV Award in der Kategorie „Best Actress“ für The Village (nominiert)

Broadcasting Press Guild TV & Radio Awards
- 2010: BPG TV & Radio Award in der Kategorie „Best Actress“ für The Street
- 2010: BPG TV & Radio Award in der Kategorie „Best Actress“ für Criminal Justice
- 2013: BPG TV & Radio Award in der Kategorie „Best Actress“ für Silk – Roben aus Seide (nominiert)
- 2013: BPG TV & Radio Award in der Kategorie „Best Actress“ für Room at the Top (nominiert)
- 2014: BPG TV & Radio Award in der Kategorie „Best Actress“ für The Village (nominiert)
- 2018: BPG TV & Radio Award in der Kategorie „Best Actress“ für Three Girls – Warum glaubt uns niemand? (nominiert)

Crime Thriller Awards
- 2010: Crime Thriller Award in der Kategorie „Best Actress“ für Criminal Justice
- 2013: Crime Thriller Award in der Kategorie „Best Actress“ für Silk – Roben aus Seide (nominiert)

Fantasporto Awards
- 2014: Fantasporto Award in der Kategorie „Best Actress“ für Keeping Rosy

British Independent Film Awards
- 2018: British Independent Film Award in der Kategorie „Best Actress“ für Funny Cow (nominiert)

UK Theatre Awards
- 2018: UK Theatre Award in der Kategorie „Outstanding contribution to British Theatre“